# 1676.
◄ | 16. stoljeće | 17. stoljeće | 18. stoljeće | ►
◄ | 1640-ih | 1650-ih | 1660-ih | 1670-ih | 1680-ih | 1690-ih | 1700-ih | ►
◄◄ | ◄ | 1673. | 1674. | 1675. | 1676. | 1677. | 1678. | 1679. | ► | ►►
Arhitektura • Astronomija • Biologija • Glazba • Kazalište • Kemija • Kiparstvo • Knjige • Književnost • Kršćanstvo • Medicina • Politika • Pravo • Promet • Slikarstvo • Znanost

## Rođenja
- 28. svibnja – Jacopo Riccati, talijanski matematičar († 1754.)
- 26. kolovoza – Robert Walpole, britanski državnik († 1745.)
- 20. prosinca – Leonardo Portomauricijski, talijanski svetac († 1751.)

## Vanjske poveznice
|  | Zajednički poslužitelj ima još gradiva o temi 1676. |